# Aloy
Aloy är en fiktiv karaktär som är huvudkaraktär i spelen Horizon: Zero Dawn och dess efterföljare Horizon: Forbidden West. Hon är även en bikaraktär i Horizon: Call of the mountain. Aloy är född 3021, och lever i en postapokalyptisk värld. Hon har sedan födseln varit utstött från av sin stam, Nora, och växte upp utan föräldrar. Den som uppfostrade och tränade henne var Rost, även han utstött av stammen. Rost uppfostrade Aloy i vildmarken och lärde henne överleva fysiska prövningar. Efter att ha klarat Nora-stammens prövning, blir hon en del av stammen och utnämnd till Sökare. Hon ger hon sig ut på ett äventyr för att ta reda på vem hon är och var hon kommer ifrån, samt vad som hotar världen hon lever i.  
Rösten till Aloy görs av Ashly Burch och hennes utseende är modellerat efter skådespelaren Hannah Hoekstra.

## Skapandet av Aloy
Att skapa karaktären Aloy var enligt Jochen Willemsen, cinematics producer på Guerilla Games, en lång och iterativ process. Guerilla Games plan var alltid att spelets huvudkaraktär skulle vara en stark kvinnlig karaktär, och spelskaparna tog enligt game director Mathijs de Jonge inspiration av karaktärer såsom Sarah Connor (Terminator), Ripley (Alien) och Ygritte (Game of Thrones). Sony valde att göra noggranna marknadsundersökningar innan man valde att godkänna Aloy som karaktär. Detta då det kunde anses riskabelt att ha en kvinnlig huvudkaraktär.

## Mottagande
Aloy som karaktär har framför allt mottagits positivt av samhället. Hon benämns som en stark, kvinnlig karaktär och utnämndes av Polygon staff (Colin Campbell) till en av de bästa spelkaraktärerna under 2010-talet. Detta då hon är en multidimensionell karaktär som är pragmatisk och medkännande samtidigt som hon har en stark vilja och är öppensinnad. TheGamer inkluderade Aloy på sin lista ”10 Iconic Video Game Characters Introduced In The Last Decade”, tack vare hennes starka vilja och styrka att agera i svåra situationer. Enligt Hermen Hulst, managing director, svarade fansen direkt positivt till Aloys karaktär. Det har enligt honom funnits ett stort intresse för att ta reda på mer kring vem hon är. För många fans är hon en ikonisk karaktär. Han menar att det till stor del beror på att hon är en tilltalande karaktär, framförallt tack vare allt hon kan göra då hon är snabb, smidig, klyftig men även en god människa.